# Sicista severtzovi
Sicista severtzovi är en däggdjursart som beskrevs 1935 av Sergej Ognew. Arten ingår i släktet buskmöss och familjen hoppmöss. IUCN kategoriserar arten globalt som livskraftig. Inga underarter finns listade.
Denna buskmus förekommer i Ukraina och sydvästra Ryssland. Arten lever huvudsakligen väster om floden Don men en liten avskild population finns också öster om floden. Habitatet utgörs av stäpp och gräsmarker med grupper av träd. De lever ensamma och äter frön och insekter. De håller vinterdvala och parar sig kort därefter.
Arten har en svartaktig längsgående strimma på ryggens mitt och även på sidorna finns mörka strimmor.